# Idioma kamkata-viri
El idioma kamkata-vari (Kâmkata-vari) pertenece a la familia de lenguas nuristaníes. Contiene los dialectos principales Kata-viri, Kamviri y Mumviri. Kata-vari y Kamviri a veces se consideran erróneamente como dos idiomas separados, pero según el lingüista Richard Strand forman un solo idioma.
El idioma Kamkata-vari lo hablan entre 40.000 y 60.000 personas, de los Kata, Kom, Mumo, Kshto y algunos  Negro -Tribus robadas en partes de Afganistán y Pakistán. Hay diferencias dialectales de los hablantes de Kamkata-vari de Pakistán. Los nombres alternativos más utilizados para el idioma son "Kati" o "Bashgali".

## Clasificación
Pertenece a las  indoeuropeo familia lingüística y pertenece al grupo de  nuristani de la rama indo-iraní.

## Dialectos
Hay cuatro dialectos principales: Kata-vari oriental, Kata-vari occidental, Kamviri y Mumviri. Los dos últimos a veces se definen erróneamente como idiomas separados.

## Estado
Las tasas de alfabetización son bajas: inferiores al 1% para las personas que lo tienen como primer idioma y entre el 15% y el 25% para las personas que lo tienen como segundo idioma. El dialecto Katavari se puede escuchar en la radio en Afganistán.